# Katangai járás
A Katangai járás (oroszul Ка́тангский райо́н) Oroszország egyik járása az Irkutszki területen. Székhelye Jerbogacson.

## Népesség
- 1989-ben 9330 lakosa volt.
- 2002-ben 4579 lakosa volt.
- 2010-ben 3779 lakosa volt, melyből 3125 orosz, 472 evenk, 50 ukrán stb.